# أوتيسكو (نيويورك)
أوتيسكو (بالإنجليزية: Otisco, New York) هي بلدة أمريكية تقع في الولايات المتحدة في مقاطعة أونونداغا، نيويورك. يقدر عدد سكانها بـ 2,541 نسمة ومساحتها 80.7 كم2 وترتفع عن سطح البحر 445 متر.